# Ajoblanco (revue)
Pour la soupe traditionnelle d'Andalousie, voir Ajoblanco.
Ajoblanco est une revue mensuelle publiée en Espagne entre 1974 et 1980 tout d'abord, puis entre 1987 et 1999 lors de sa seconde étape. Avec d'autres, comme Star et Nueva Lente, Ajoblanco fut une publication pionnière et constitua l'un des principaux points de convergence et de diffusion de la contre-culture en Espagne, alors même que le pays vivait les derniers instants du franquisme et connaissait une importante ébullition culturelle et politique.

## Histoire

### Numéro de mars 1976
Le numéro d'Ajoblanco de mars 1976 contient un dossier consacré à la fête valencienne des fallas, mettant l'emphase sur leur caractère transgresseur et populaire, qui suscite un grand scandale auprès des secteurs du pouvoir franquiste et du régionalisme valencien conservateur. La principale source d'indignation est un article d'Amadeu Fabregat intitulé Arte fallero: La fallera mecánica, qui, en prenant pour base le court-métrage La fallera mecánica mettant en scène un travesti, critique durement l'instrumentalisation des fallas par le franquisme,,. Fabregat, sous le pseudonyme de « La Peineta Rebelde », définit ainsi les fallas :
« Un carnaval de fuego, una invitación a la calle, una semana de desinhibición y desguace para los marginados, la gente de la huerta, los obreros portuarios, las mariquitas impenitentes, las putas sin arrepentimiento, las tías marías que harán un alto en el camino para oír el serial de las cuatro, las izquierdas que se aburren pensando lo aburrido que será mandar cuando ellas manden, los niños que no entienden los letreritos porque están en mozárabe. [...]. »
« Un carnaval de feu, une invitation à la rue, une semaine de désinhibition et de lâchage pour les marginaux, les gens de la huerta, les ouvriers portuaires, les pédés impénitents, les prostituées sans repentir, les tatas Marie qui feront halte en chemin pour écouter le feuilleton de quatre heures, les gauchistes qui s'ennuient en pensant à quel point ce sera ennuyeux de commander quand elles commenderont, les enfants qui ne comprennent pas les écriteaux parce qu'ils sont en mozarabe [...]. »
En réprésailles, Ajoblanco subit une dure répression de la part de l'appareil d'État : la revue est fermée pendant 4 mois, reçoit une forte amende et est ensuite soumise à un intense campagne d'hostilités de la part de la presse encore sous le contrôle de la dictature,,.